# Daniel da Silva Soares
Daniel Ricardo da Silva Soares (n. 30 ianuarie 1982, Felgueiras, Portugalia) este un fotbalist portughez care evoluează la clubul grec Skoda Xanthi. În perioada 2007-2010 a jucat pentru CFR 1907 Cluj, alături de care a devenit campion al României.

## Performanțe internaționale
A jucat pentru CFR Cluj în grupele UEFA Champions League 2008-09, contabilizând 5 meciuri și reușind să marcheze un gol împotriva echipei franceze Girondins de Bordeaux, meci disputat la Cluj, pe stadionul Dr. Constantin Rădulescu, terminat cu scorul 1-3.

## Titluri
| Sezon   | Club          | Titlu              |
| ------- | ------------- | ------------------ |
| 2007-08 | CFR 1907 Cluj | Liga I             |
| 2007-08 | CFR 1907 Cluj | Cupa României      |
| 2008-09 | CFR 1907 Cluj | Cupa României      |
| 2009    | CFR 1907 Cluj | Supercupa României |
| 2009-10 | CFR 1907 Cluj | Liga I             |